# Øivind Holmsen
Øivind Holmsen, född 28 april 1912 i Oslo, död 23 augusti 1996 i Oslo, var en norsk fotbollsspelare.
Han blev olympisk bronsmedaljör i fotboll vid sommarspelen 1936 i Berlin.